# Ignirtoq
Dans la mythologie inuit, Ignirtoq est le dieu de la lumière et de la vérité.